# جورج ميرا جونيور
جورج ميرا جونيور (بالإنجليزية: George Mira, Jr.)‏ هو لاعب كرة قدم أمريكية أمريكي، ولد في 1965.